# کومهو آسیانا

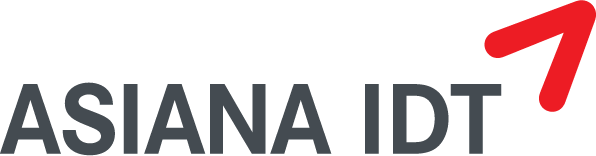
لوگوی آسیانا آی دی تی به زبان انگلیسی

کومهو آسیانا (انگلیسی: Kumho Asiana Group) شرکت خوشه‌ای کره‌ای است، که در سال ۱۹۴۶ تأسیس شد.